# Neurobezzia singularis
Neurobezzia singularis är en tvåvingeart som beskrevs av Yu 1995. Neurobezzia singularis ingår i släktet Neurobezzia och familjen svidknott.
Artens utbredningsområde är Hubei (Kina). Inga underarter finns listade i Catalogue of Life.